# ریتریت
ریتریت(Retreat) به معنای یک خلوت معنوی می‌تواند برای جوامع دینی مختلف متفاوت باشد. خلوت‌های معنوی بخش جدایی‌ناپذیری از بسیاری از جوامع بودایی، مسیحی و صوفی هستند. انواع مختلفی از خلوت‌های معنوی وجود دارد، مانند خلوت‌های سلامتی، خلوت‌های ذهن‌آگاهی، خلوت‌های اسپا، خلوت‌های ماجراجویی، خلوت‌های سم‌زدایی، خلوت‌های یوگا و خلوت‌های مذهبی. [نیاز به منبع]
در بودیسم، برخی خلوت‌های مدیتیشن را راهی صمیمی برای تعمیق قدرت‌های تمرکز و بینش می‌دانند.
خلوت‌ها همچنین در کلیساهای مسیحی محبوب هستند و شکل امروزی آن‌ها توسط سنت ایگناتیوس لوئولا (۱۴۹۱–۱۵۵۶) در تمرینات معنوی او شکل گرفت. ایگناتیوس بعدها توسط پاپ پیوس یازدهم در سال ۱۹۲۲ به عنوان حامی روحانی خلوت‌های معنوی شناخته شد. بسیاری از پروتستان‌ها، کاتولیک‌ها و مسیحیان ارتدکس هر ساله در خلوت‌های معنوی شرکت کرده و آن‌ها را سازماندهی می‌کنند.
خلوت‌های مدیتیشن در صوفی‌گری، مسیر عرفانی اسلام، از اهمیت ویژه‌ای برخوردارند. کتاب «سفر به سوی پروردگار قدرت» (رسالت الانوار) اثر معلم صوفی ابن عربی، راهنمایی برای سفر درونی است که بیش از ۷۰۰ سال پیش منتشر شده است. خلوت های یوگا معمولا در معابد و یا مراکز ریتریت صورت می گیرد.

## خلوت های صوفیانه یا خلوت های معنوی
ترجمهٔ «خلوت» (از عربی: الخلوة) به معنای کناره‌گیری یا جدایی است، اما در اصطلاح صوفیانه بار معنایی متفاوتی دارد؛ به عملی اشاره می‌کند که در آن، فرد خود را در آرزوی حضور الهی به کلی واگذار می‌نماید. [15] در خلوت مطلق، صوفی به طور مداوم نام خدا را تکرار می‌کند که این عمل به عنوان بالاترین شکل یاد خدا محسوب می‌شود. در کتاب «سفر به سوی پروردگار قدرت»، محیی الدید ابن عربی (1165–1240 میلادی) به بررسی مراحلی می‌پردازد که صوفی در خلوت خود طی می‌کند.
ابن عربی پیشنهاد می‌دهد:
«صوفی باید درهای خود را از روی دنیا به مدت چهل روز ببندد و خود را به یاد الله مشغول کند؛ یعنی به تکرار مداوم «الله، الله...» بپردازد. سپس، خداوند قادر مطلق درجات پادشاهی را به عنوان آزمونی پیش روی او می‌گشاید. نخست، او اسرار دنیای معدنی را برملا خواهد ساخت. اگر او به ذکر (اذکار) مشغول شود، خدا اسرار دنیای گیاهی را افشا خواهد کرد، سپس اسرار دنیای حیوانی، بعد از آن نفوذ نیروی حیات به وجودها، سپس «نشانه سطحی» (نور نام‌های الهی، بنا بر گفته عبدالکریم الجیلی، مترجم کتاب)؛ پس درجات علوم قیاسی، سپس دنیای شکل‌دهی، زینت و زیبایی، و در نهایت درجات قطب (روح یا محور کائنات – به شماره 16 مراجعه شود) را به او نشان خواهد داد. سپس، به او حکمت الهی، قدرت نمادها و اختیار بر حجاب و برملا شدن اعطا خواهد شد. درجه حضور الهی برای او آشکار می‌شود؛ باغ (بهشت) و جهنم به او نازل می‌گردند، و اشکال اولیه پسر آدم، تخت رحمت نیز آشکار می‌شود. در صورت شایستگی، مقصد او معلوم خواهد شد. پس، به او قلم، عقل نخست (همانطور که فیلسوفان صوفی به آن می‌گویند) و سپس عامل قلم، دست راست حقیقت افشا خواهد شد. («حقیقت» به تعریفی که الجیلی ارائه می‌دهد، همان چیزی است که بر اساس آن همه چیز آفریده شده است؛ جز خداوند متعال هیچ نیست.)»
عمل خلوت به طور منظم توسط صوفیان با اجازه و نظارت یک مرجع صوفیانه دنبال می‌شود.
صوفیان تخصیص دورهٔ چهل روز خلوت را بر مبنای چهل روزی که الله برای موسی ، به عنوان دوره‌ای برای روزه‌داری پیش از گفتگو با او، مقرر کرده بود – همانطور که در فصل‌های مختلف قرآن از جمله سوره البقره ذکر شده است – قرار می‌دهند.
خلوت همچنان در میان شیخ‌های مجاز، مانند مولانا شیخ ناظم الحقانی در لفکا، قبرس، اجرا می‌شود.

## خلوت گاه های امروزی
امروزه خلوت گاه های مختلفی در کشور های مختلف وجود دارد اما اکثر خلوت گاه ها بخصوص خلوت گاه های مدیتیشن و یوگا در جزیره بالی(اندونزی)، گوا(هند) و تایلند قرار گرفته اند. از جمله خلوت گاه های مشهور میتوان از فایرفلای ریتریت در جزیره بالی و آکادمی سکوت ویپاسانا نام برد.
1. ↑  boursi, Ariel (2023-04-30). "12 Different Types Of Retreats You Can Experience". Firefly (به انگلیسی). Retrieved 2025-02-22.
2. ↑  "How an intensive ten-day meditation retreat could transform your life". The Independent (به انگلیسی). 2015-08-19. Retrieved 2025-02-22.